# リトルターン
『リトルターン』(Little Tern)は、ブルック･ニューマン作の絵本形式の寓話。作中に描かれている絵はリサ･ダークスの手によって描かれている。訳者は五木寛之。

## 概要
本のタイトルにもなっている｢リトルターン｣とは｢コアジサシ｣を表す英名であり、同時に本作の主人公となる鳥を表している。ある日突然空を飛べなくなった主人公のコアジサシが、その挫折をどのようにして切り抜けたかが書かれている。またその経験は主人公自身が語ったという形式で書かれている。
2001年11月13日に集英社から第一刷が発行され、2002年4月6日までに第九刷まで発行されている。

## ストーリー
主人公であるリトルターンは、海面に現れる魚の影をホバリング飛行しながら待ったり仲間と一緒に暖かい地域へ渡ったりと、一羽のコアジサシとしてとても快適な日々を送っていた。
だがある日突然、リトルターンは空を飛べなくなってしまう。体がどこか不調なのかと思い何度も確認したが、不調なところはどこにも見つからなかった。そのため、リトルターンは飛ぶための信念や本性といった内面に問題があるのではないかと結論づけた。その瞬間、自分の生き方など全てが消え去り、リトルターンは喪失感に襲われた。なぜ飛ばないのかと質問する仲間に対し、独創的な言い訳を述べるリトルターン。今のリトルターンには、仲間ですら既に｢仲間｣とは思えなくなっていた。
歳月が過ぎ、あらゆるものの変化を肌で感じながら自問自答を繰り返すリトルターン。まだ空を飛ぶことはできなかったが、また以前のように飛べるようになるという希望だけは捨てずにいた。果たしてリトルターンは、もう一度空を自由に飛べるようになるのだろうか。